# Themisto (vệ tinh)
Themisto (/θɪˈmɪstoʊ/; tiếng Hy Lạp: Θεμιστώ), cũng được biết đến với cái tên Jupiter XVIII, là một vệ tinh dị hình của Sao Mộc chuyển động cùng chiều với Sao Mộc. Được phát hiện vào năm 1975, sau đó vệ tinh này biến mất và rồi được phát hiện lại vào năm 2000.

## Phát hiện và đặt tên
Themisto lần đầu tiên được phát hiện bởi Charles T. Kowal và Elizabeth Roemer vào ngày 30 tháng 9 năm 1975, được báo cáo lại vào ngày 3 tháng 10 năm 1975, và được đặt tên là S/1975 J 1. Tuy nhiên, do quan sát không đầy đủ nên đã không thể lập ra một quỹ đạo cụ thể và sau đó nó lại biến mất.
Vệ tinh Themisto không được quan tâm nhiều lắm vào những năm 80 của thế kỉ trước. Và rồi, vào năm 2000, một vệ tinh có vẻ mới được phát hiện bởi Scott S. Sheppard, David C. Jewitt, Yanga R. Fernández và Eugene A. Magnier và được đặt tên là S/2000 J 1. Nhưng vệ tinh này đã được sớm xác nhận lại rằng đó chỉ là cùng một thiên thể đã được phát hiện vào năm 1975. Lần quan sát này lập tức được phát hiện có mối liên quan tới một quan sát khác vào ngày 6 tháng 8 năm 2000, bởi đội của Brett J. Gladman, John J. Kavelaars, Jean-Marc Petit, Hans Scholl, Matthew J. Holman, Brian G. Marsden, Philip D. Nicholson và Joseph A. Burns, trong đó lần quan sát ngày 6 tháng 8 năm 2000 đã được thông báo cho trung tâm "Minor Planet Center" (thuộc Trung tâm thiên văn vật lý Harvard–Smithsonian) nhưng không được thông báo dưới một thông cáo chính thức (IAUC).
Vào tháng 10 năm 2002 vệ tinh này chính thức được đặt tên theo Themisto, con gái của thần sông Inachus và là người tình của thần Zeus (tượng trưng cho sao Mộc) trong thần thoại Hy Lạp.

## Đặc điểm

Biểu đồ miêu tả quỹ đạo của Themisto (trên cùng bên trái) cùng với các vệ tinh dị hình của Sao Mộc. Những vệ tinh ở phía trên trục ngang chuyển động theo chiều kim đồng hồ, còn những vệ tinh ở dưới trục ngang thì chuyển động ngược chiều kim đồng hồ. Những đoạn vàng mở rộng từ cận điểm quỹ đạo đến viễn điểm quỹ đạo trong quỹ đạo elip tính từ vật thể, cho thấy được độ lệch tâm quỹ đạo

Quỹ đạo của vệ tinh Themisto khá lạ thường: khác với hầu hết các vệ tinh tự nhiên của Sao Mộc khác, theo đó các vệ tinh khác có những quỹ đạo theo từng nhóm riêng, Themisto có quỹ đạo riêng không theo nhóm. Nó có vị trí ở giữa vệ tinh Galileo và nhóm vệ tinh di hình đầu tiên, gọi là nhóm Himalia.
Vệ tinh Themisto có đường kính khoảng 8 km (giả sử có hệ số phản xạ là 0,04). Số liệu đó có thể được dùng để tìm ra diện tích của bề mặt là từ khoảng 200 đến 380 km².